# Sierra Galeana
Sierra Galeana är en ort i Mexiko.   Den ligger i kommunen Motozintla och delstaten Chiapas, i den sydöstra delen av landet, 900 km sydost om huvudstaden Mexico City. Sierra Galeana ligger 2 176 meter över havet och antalet invånare är 208.
Terrängen runt Sierra Galeana är bergig åt sydost, men åt nordväst är den kuperad. Terrängen runt Sierra Galeana sluttar västerut. Runt Sierra Galeana är det ganska tätbefolkat, med 134 invånare per kvadratkilometer. Närmaste större samhälle är Motozintla de Mendoza, 12,3 km norr om Sierra Galeana. I omgivningarna runt Sierra Galeana växer i huvudsak städsegrön lövskog.